# Barbados na Letních olympijských hrách 2008
Barbados se účastnil Letní olympiády v jediném sportu. Zastoupen byl jedním sportovcem.

## Jachting
Gregory Douglas